# Carl Fredrik Hummelhielm
Carl Fredrik Hummelhielm, född 5 juni 1772 i Adelövs församling, Jönköpings län, död 14 mars 1847 i Västra Hargs församling, Östergötlands län, var en svensk lagman.

## Biografi
Carl Fredrik Hummelhielm föddes 1772 på Södraholm i Adelövs socken. Han var son till vice korpralen Hans Hummelhielm vid Smålands kavalleriregemente och Maria Catharina Douglies. Hummelhielm blev 1789 studnet vid Lunds universitet och senare auskultant i Göta hovrätt. Han blev senare vice häradshövding och 14 juli 1796 häradshövding i Östra härad, Jönköpings län. Hummelhielm fick 11 mars 1813 lagmans titel och blev 25 februari 1817 lagman i Östergötlands lagsaga. Han var från 23 mars 1824 till den 21 september 1824 vice landshövding i Östergötlands län och utnämndes 10 juni  1824 till riddare av Nordstjärneorden. Hummelhielm tog avsked från lagmansämtetet 25 mars 1834. Han avled 1847 på Boo i Västra Hargs socken.

### Familj
Hummelhielm gifte sig första gången 23 augusti 1798 i Alseda kyrka med Brita Lovisa Odencrantz (1773–1822), dotter till hovrättsrådet Johan Odencrantz och Andréerra Fredrika Fröberg.
Hummelhielm gite sig andra gången 18 augusti 1823 på Viby i Östra Ryds socken med Aurora Eva Sofia Stenhammar (1803–1863), dotter till kyrkoherden Mattias Stenhammar i Risinge församling och Anna Charlotta Reuterskiöld. Aurora Eva Sofia Stenhammar var änka efter översten Otto Fredrik Påhlman.